# Valero Rivera
Valero Rivera López (ur. 14 lutego 1953 w Saragossie) – hiszpański piłkarz ręczny, a obecnie od 2014 r. trener męskiej reprezentacji Kataru.
Karierę sportową zakończył w 1983 r. Występował tylko w FC Barcelonie.

## Sukcesy

### Zawodnicze
- mistrzostwo Hiszpanii  (1973, 1980, 1982) (3x)
- zdobywca pucharu Króla  (1972, 1973, 1983) (3x)

### Trenerskie
- mistrzostwo Hiszpanii  (1986, 1988, 1989, 1990, 1991, 1992, 1996, 1997, 1998, 1999, 2000, 2003) (12x)
- zdobywca puchar Króla  (1984, 1985, 1988, 1990, 1993, 1994, 1997, 1998) (8x)
- EHF Liga Mistrzów  (1991, 1996, 1997, 1997, 1998, 2000) (6x)
- puchar EHF  (2003) (1x)
- brązowy medal Mistrzostw Świata  2011 (1x)
- srebrny medal Mistrzostw Świata  2015 (1x)
- złoty medal Mistrzostw Świata  2013 (1x)